# Ranunculus tripartitus
Ranunculus tripartitus là một loài thực vật có hoa trong họ Mao lương. Loài này được Augustin-Pyrame de Candolle miêu tả khoa học đầu tiên năm 1808.

## Hình ảnh

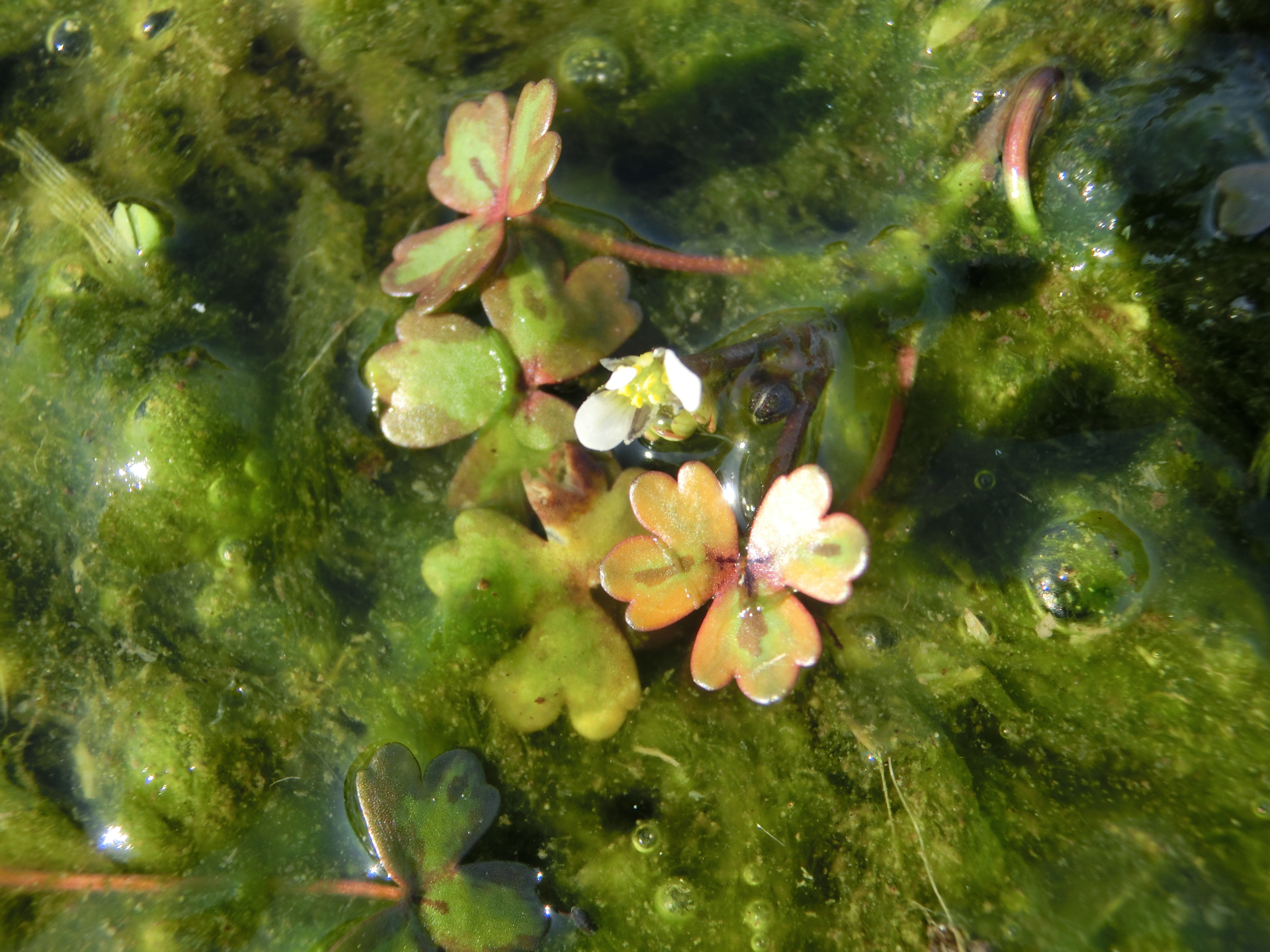